# The Magic of The Wizard's Dreams
«The Magic of the Wizard´s Dreams» (en español: La Magia de los sueños del Mago) es una canción del grupo Italiano Rhapsody of Fire del álbum Symphony of Enchanted Lands II: The Dark Secret. Esta canción está interpretada con la colaboración de Christopher Lee en la voz junto con Fabio Lione.
En el video se muestra al grupo cantando junto a una orquesta sinfónica. Existen dos versiones una con arreglos orquestales (con la voz de Christopher Lee), y otra en versión solitario sólo con la voz de Fabio Lione.

## Lista de canciones
| N.º | Título                                                | Duración |  |
| 1.  | «The Magic of the Wizard's Dream» (Versión inglesa)   | 3:42     |  |
| 2.  | «The Magic of the Wizard's Dream» (Versión italiana)  | 3:41     |  |
| 3.  | «The Magic of the Wizard's Dream» (Versión francesa)  | 3:42     |  |
| 4.  | «The Magic of the Wizard's Dream» (Versión alemana)   | 3:43     |  |
| 5.  | «The Magic of the Wizard's Dream» (Versión orquestal) | 3:42     |  |
| 6.  | «The Magic of the Wizard's Dream» (Versión del álbum) | 4:26     |  |
| 7.  | «Autumn Twilight» (Crepúsculo otoñal)                 | 3:36     |  |
| 8.  | «Lo Specchio d'Argento» (El espejo de plata)          | 4:15     |  |

## Curiosidades
Es la primera ocasión que el grupo realiza un sencillo basado en una sola canción; empero, son dos letras distintas. La primera (la del álbum) corresponde al inglés y al alemán, mientras que la segunda se corresponde al italiano y al francés.
Tanto Autumm Twilight como Lo Specchio D'Argento son exclusivas de este sencillo y, por tanto, no aparece en ningún álbum de la banda.